# توماس مسترمن وینترباتم
توماس مسترمن وینترباتم (انگلیسی: Thomas Masterman Winterbottom؛ ۲۶ مارس ۱۷۶۶ – ۸ ژوئیهٔ ۱۸۵۹) پزشک، انسان‌دوست و از حامیان لغو برده‌داری در بریتانیا بود.
وی دانش‌آموختهٔ رشتهٔ پزشکی در دانشگاه ادینبرو و دانشگاه گلاسگو بود.
شهرت او به‌واسطهٔ شرح بیماری خواب و نشانه وینترباتم است.